# Kapkolonin
Kapkolonin (engelska: Cape Colony, nederländska: Kaapkolonie) var en brittisk koloni i nuvarande Sydafrika från 1795, då brittiska trupper ockuperade den tidigare nederländska kolonin på samma plats, som grundats 1652 av Holländska Ostindiska Kompaniet i samband med grundandet av Kapstaden.
Området blev officiellt en brittisk koloni den 8 januari 1806, vilket den var fram till den 31 maj 1910, då Sydafrikanska unionen bildades. Den tidigare Kapkolonin motsvarades därefter av den sydafrikanska Kapprovinsen fram till 1994 då denna delades i tre delar, Norra Kapprovinsen, Västra Kapprovinsen och Östra Kapprovinsen.